# Fallout Tactics
| Recensioner     | Recensioner     |
| Recensionsbetyg | Recensionsbetyg |
| Publikation     | Betyg           |
| --------------- | --------------- |
| Gamespot        | [ 1 ]           |
| IGN             | [ 2 ]           |

Fallout Tactics: A Post Nuclear Tactical Combat Game (även kallat Fallout Tactics: Brotherhood of Steel i USA) är ett realtidsstrategispel/rollspel utvecklat av Micro Forté och utgivet under 2001. Spelet utspelar sig i ett postapokalyptiskt mellanvästern istället för i Kalifornien, vilket de båda föregående spelen gjorde. Spelet betraktas inte som kanoniskt till de övriga Fallout-spelen.
Förbeställde man spelet fick man även med figurspelet Fallout: Warfare samt några bonusuppdrag till Fallout Tactics. Spelet skulle ha fått en uppföljare, vid namn Fallout Tactics 2, men detta spel såg aldrig dagens ljus då Fallout Tactics sålde för dåligt. Interplay valde då att ge upp projektet i december 2001.

## Handling
Spelet handlar om det fiktiva brödraskapet Brotherhood of Steel, vilka har blivit engagerade i ett desperat krig. Inuti spelet så centreras handlingen ofta runt de strider som brödraskapet tvingas utkämpa. Olikt de tidigare spelen så fokuserar inte Fallout Tactics på städer, utan man vistas ofta i bunkrar, vilka utgör ett sorts huvudkvarter för brödraskapet. I dessa bunkrar får man uppdrag från en general och efter det kan man välja att antingen utforska lite eller bege sig direkt till den plats där striden kommer att äga rum. Väl framme får man en karta, där ens uppdrag är utmärkt med vissa noteringar.

### Raser
- Människor: Den vanligaste rasen, vilken även rollen spelaren får.
- Super Mutants: Gigantiska bestar som är utmärkta stridskämpar, men deras smidighet och intelligens är bristfällig.
- Ghouls: Människor som har blivit exponerade för radioaktivitet. De är inte så bra stridskämpar, men de har god perception och en del tur.
- Deathclaws: Dödliga monster som är väldigt stryktåliga, men de har inte särskilt god intelligens eller karisma.
- Hundar: De är snabba och har god perception, men de kan inte använda vapen eller verktyg.
- Humanoid Robots: Även om de inte har någon karisma så besitter de en hel del styrka. De är byggda för att strida.